# Dehesa de Montejo
Dehesa de Montejo is een gemeente in de Spaanse provincie Palencia in de regio Castilië en León met een oppervlakte van 43,78 km². Dehesa de Montejo telt 136 inwoners (1 januari 2016).

## Demografische ontwikkeling
Bron: INE, 1857-2011: volkstellingen
Opm.: In 1857 werden de gemeenten Colmenares en Vado aangehecht